# Posturometria
La posturometria è una disciplina che si occupa di misurare il corpo umano. È un'estensione dell'antropometria e fornisce le basi allo specialista  (posturologo) per ottimizzare il suo lavoro.
La disciplina si occupa in particolare di misurare i pesi, le lunghezze, gli angoli del corpo umano o di parti di esso. Per quanto riguarda le misure convenzionali (pesi, angoli e lunghezze) gli strumenti da utilizzare sono già normati mentre per le misure complesse (utilizzate nella posturometria) si  fa riferimento alla norma CEI 62-236 di gennaio 2015.
Per misure complesse si intendono quelle misure fornite dalle piattaforme che rilevano la proiezione del baricentro del soggetto in esame.
Per piattaforme si intendono le "pedane stabilometriche", "baropodometriche", di "forza" ecc. Questi strumenti combinano misure di peso/forza, pressioni e spostamenti in funzione del tempo.
Lo studio delle misure ha inizio negli anni '50 con i primi dispositivi a funzionamento meccanico per poi proseguire con gli studi francesi con i primi dispositivi elettronici che hanno avuto un primo riscontro pubblicato nel 1985 dal titolo "Normes '85". Ad oggi (2016) all'OMS non risultano dati di riferimento specifici sulla postura anche se molti produttori di strumentazione utilizzata in ambito dell'analisi posturale suggeriscono condizioni di test e range di normalita'.